# Сан-Лоренцо-ін-Кампо
Сан-Лоренцо-ін-Кампо (італ. San Lorenzo in Campo) — муніципалітет в Італії, у регіоні Марке,  провінція Пезаро і Урбіно.
Сан-Лоренцо-ін-Кампо розташований на відстані близько 195 км на північ від Рима, 50 км на захід від Анкони, 35 км на південь від Пезаро, 29 км на південний схід від Урбіно.
Населення — 3431 особа (2014).

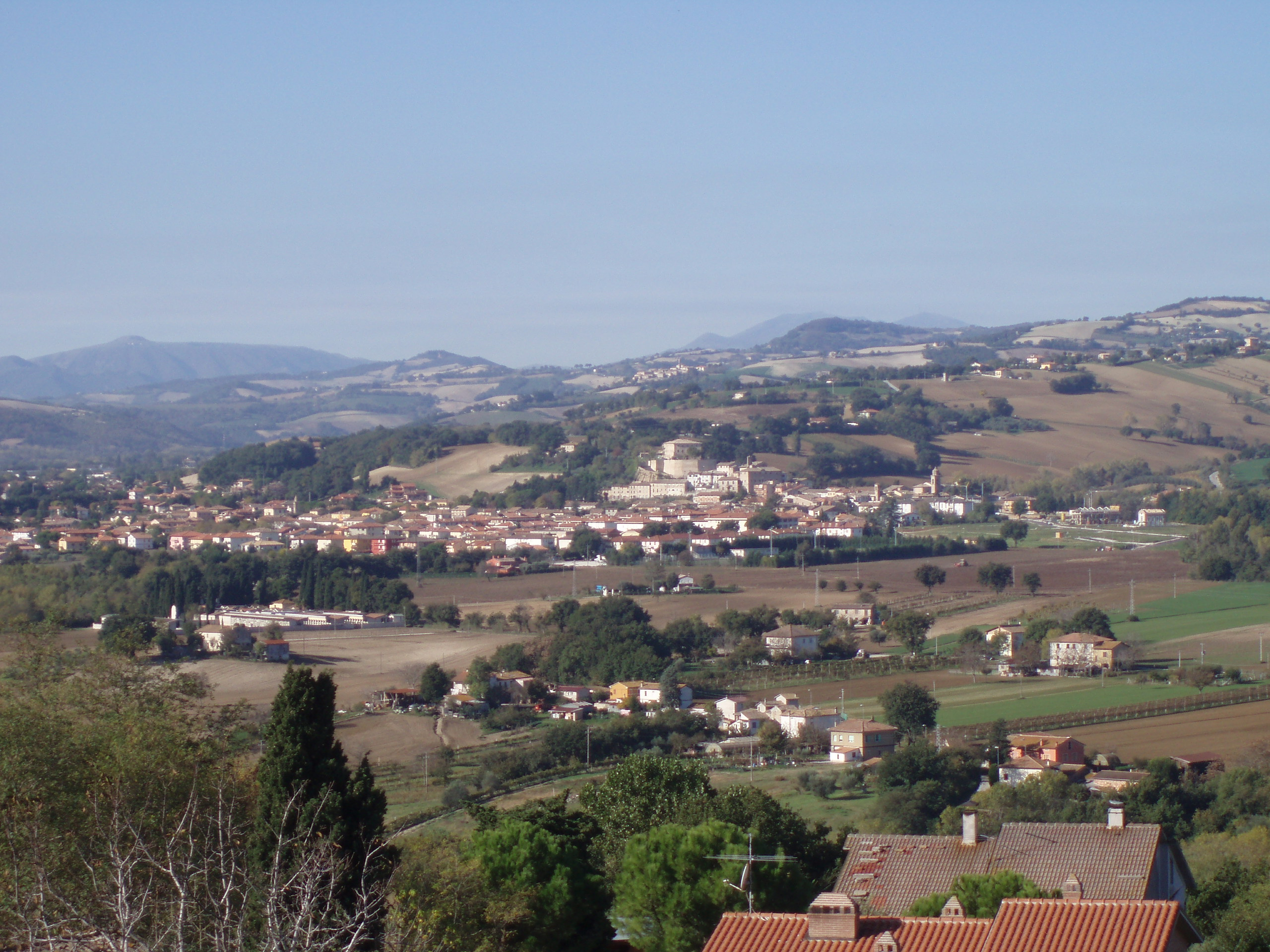

Щорічний фестиваль відбувається 10 серпня. Покровитель — Святий Лаврентій.

## Демографія
Населення за роками:

Станом на 1 січня 2023 року в муніципалітеті офіційно проживало 228 іноземців з 32 країн, серед них 74 громадяни країн Євросоюзу та 11 громадян України.

## Сусідні муніципалітети
- Арчевія
- Кастеллеоне-ді-Суаза
- Коринальдо
- Фратте-Роза
- Мондавіо
- Пергола